# Високий Тауерн
Висо́кий Та́уерн (нім. Hohe Tauern; італ. Alti Tauri) — гірський хребет в Центрально-Східних Альпах,  Австрія, містить найвищі вершини на схід від перевалу Бреннер. 
Пасмо утворює південну межу австрійських земель Зальцбург, Каринтія та Східний Тіроль, невелика частина на південному заході належить італійській провінції Південний Тіроль. 
Хребет містить найвищу гору Австрії — Великий Ґлокнер (3798 м) над Адріатикою. 
Тягнеться із заходу на схід понад 120 км.
На сході до хребта примикає Низький Тауерн.

## Географія
Відповідно до класифікації Альпійського клубу хребет обмежений долиною Зальцах на півночі (відокремлює його від Кіцбюельських Альп), долиною Мури і перевалом Мурторль на сході (відокремлює його від Нижнього Тауерну), долиною Драви на півдні (відокремлює його від Південних Вапнякових Альп) і перевалом Бірнлюке на заході (відокремлює його від Ціллертальських Альп).
Його найважливіші підгрупи вздовж Альпійського пасма (із заходу на схід):

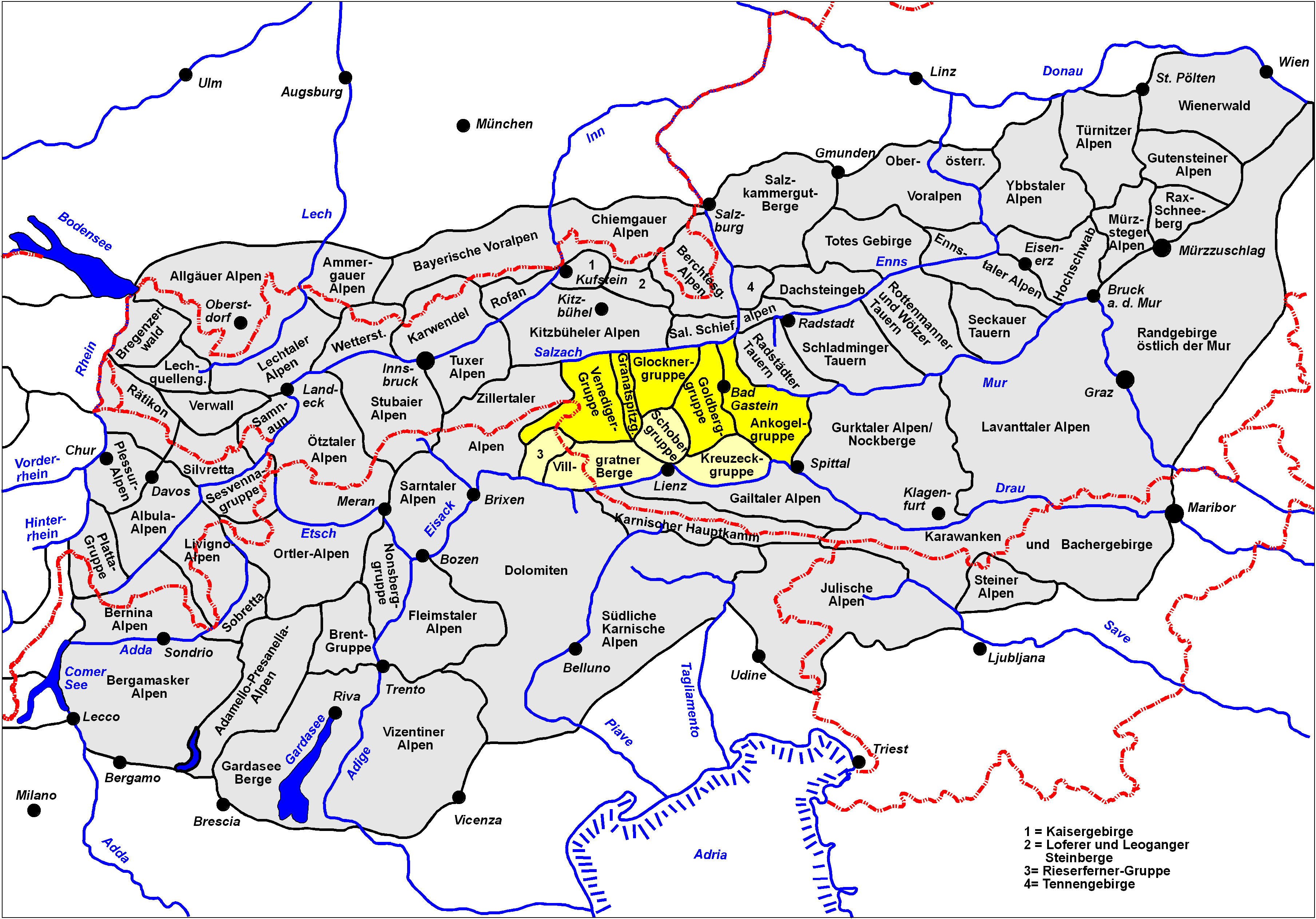
Підгрупи Високого Тауерну

- Масив Венедіґер (Ґросвенедіґер, (3666 м), і Лазерлінг[en] (3098 м))
- Масив Гранацпітце[en] (Гросер-Мунтаніц[en] (3232 м), і Гранацпітце[en], (3086 м))
- Глокнер[en] (Великий Ґлокнер (3798 м))
- Масив Гольдберг[en] (Гоєр-Зонблік[en], (3106 м))
- Масив Анкогель[en] (Гохальмспітце[en] (3360 м), Анкогель[en] (3246 м)) і Масив Райссек[en] (Райссек[en] (2965 м))

Східний край Високого Тауерну представлений горою Гросер-Гафнер масиву Анкогель, що є найсхіднішим тритисячником Альп.
Інші частини Високого Тауерну на південь від головного хребта Альп (із заходу на схід):
- Масив Різерфернер[en] (Гохгалль[en] (3436 м))
- Гори Фільгратен[en] (Вайсе-Шпітце[en] (2962 м))
- Масив Шобер[en] (Петцек[en] (3283 м) і Гохшобер[en] (3240 м))
- Масив Кройцек[en]  (Мелльталер-Полінік[en]  (2784 м))

Складається з декількох масивів заввишки до 3798 м (гора Ґросглокнер) з альпійськими формами рельєфу. У західній частині численні карові і долинні льодовики. З північних схилів беруть початок багато правих приток річки Зальцах (сточище річки Інн), з південних — ліві притоки річки Драва. Осьова зона складена стародавніми гранітами і гнейсами.
До висоти 1800—2000 м — хвойні ліси, вище — чагарники і луки.

## Національний парк Високий Тауерн

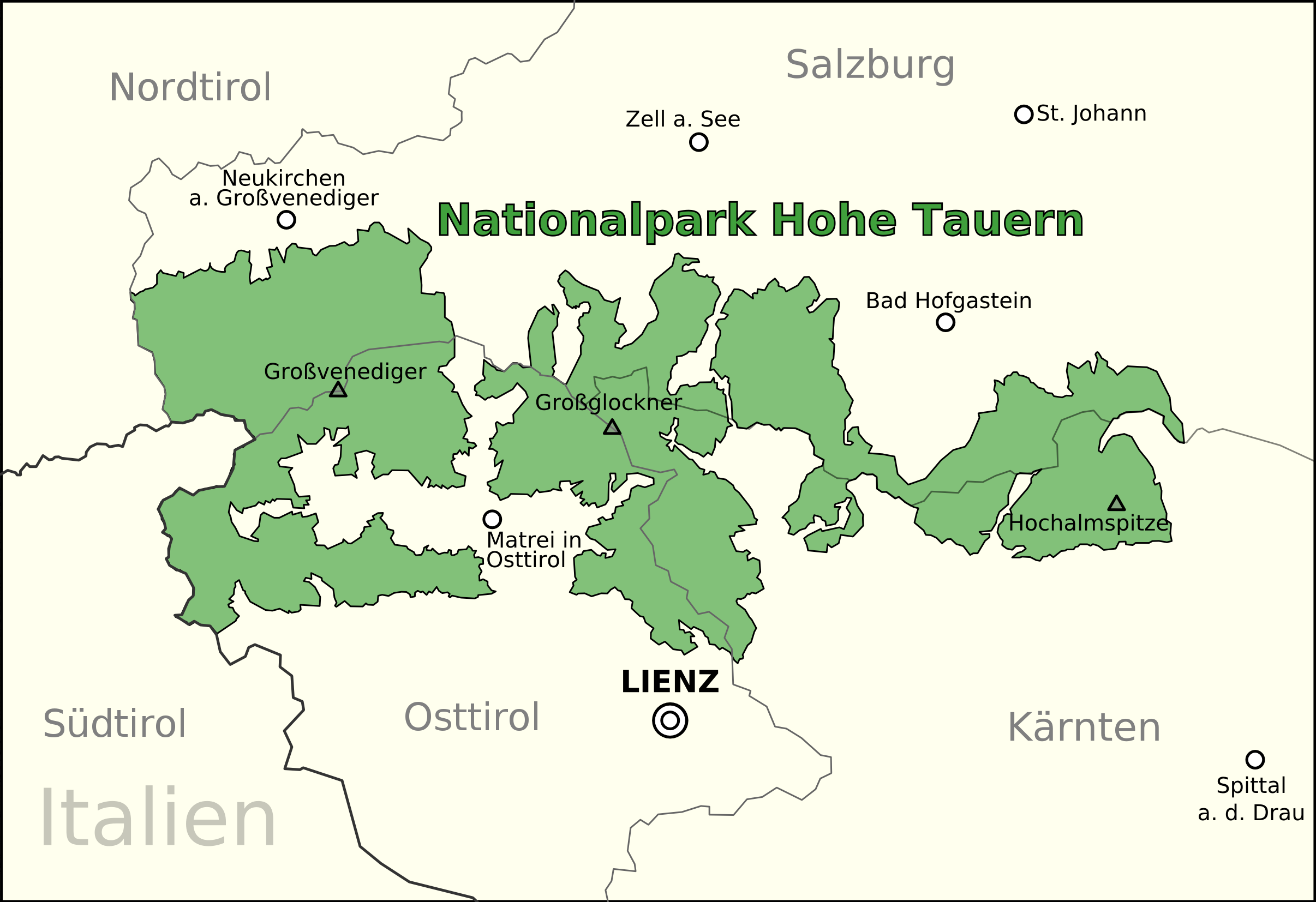
Мапа територій, що належать національному парку

Уздовж 100 км головного пасма простягається Національний парк Високий Тауерн, до якого Австрійський альпійський клуб як власник і три землі Каринтія, Зальцбург і Тіроль надали територію. 
З площею близько 1834 км² це, безперечно, найбільший із семи національних парків Австрії, а також найбільший природний заповідник в Альпах. 

Він розділений на основну зону площею 1198 квадратних км², що містить масиви Гроссглокнер і Гросвенедігер, з повною забороною на сільськогосподарське використання, і окраїну зону площею 638 км², яка використовується для лісництва та альпійсько-лукове землеробство. 
П'ять особливих природних пам'яток охороняються від будь-якого впливу людини.
Парк II категорії МСОП містить льодовик Пастерце та інші, водоспад Кріvмль, декілька льодовикових долин та алювіальних конусів, а також тундри та ліси. 
Серед флори Альп уздовж верхньої межі лісу росте Pinus cembra; вище напівчагарники, головним чином Rhododendron ferrugineum, але також ендемічної Saxifraga rudolphiana, до рівня приблизно на 2800 м. 
Фауна представлена козицею, альпійським козлом і благородним оленем, а також білоголовим сипом і беркутом. 
Раніше вимерлий ягнятник і альпійський бабак були успішно реінтродуковані.

## Тунелі та перевали

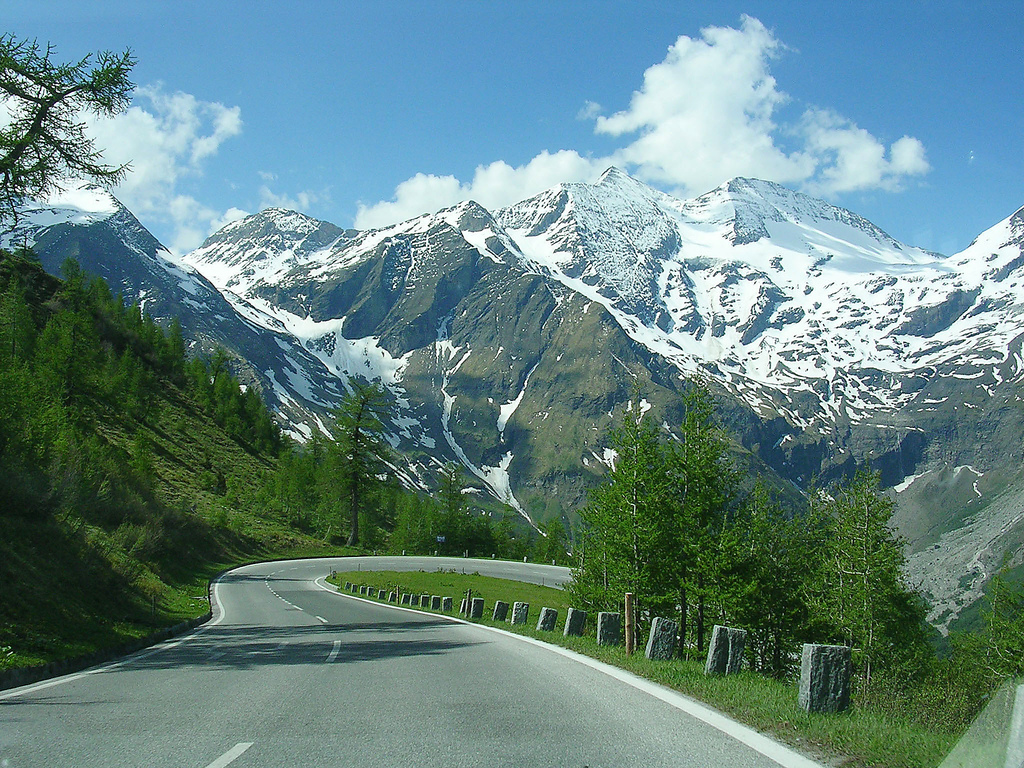
Платна дорога Гроссглокнер

Високий Тауерн перетинають три тунелі:
- Тауернський залізничний тунель між Бад-Гаштайном і Мальніцом, завершений в 1906 році
- Качберзький[en] тунель на автобані Тауерн A10[en] (європейський маршрут E55), що веде від Санкт-Міхаеля-ім-Лунгау та Тауернського тунелю[en] до Реннвега[en]
- Тунель Фельбертауерн[de] на шосе B108 Фельбертауерн, між Міттерзіллем і Матрай-ін-Осттіроль

Найвідомішою дорогою через гірський перевал у Високому Тауерні є мальовнича Високогірна дорога Ґросґлокнер, відкрита в 1935 році, містить тунель на висоті 2505 м під перевалом Хохтор (2573 м). 
На схід від нього перевал Качберг (1641 м) на Качберзькому шосе B 99, паралельний Качберзькому тунелю, сполучає Санкт-Міхаель і Реннвег. 
Інша дорога перетинає Шталлер-Заттель між Санкт-Якоб-ін-Деферегген та Разен-Антгольцом на висоті 2052 м.